# Uaboe

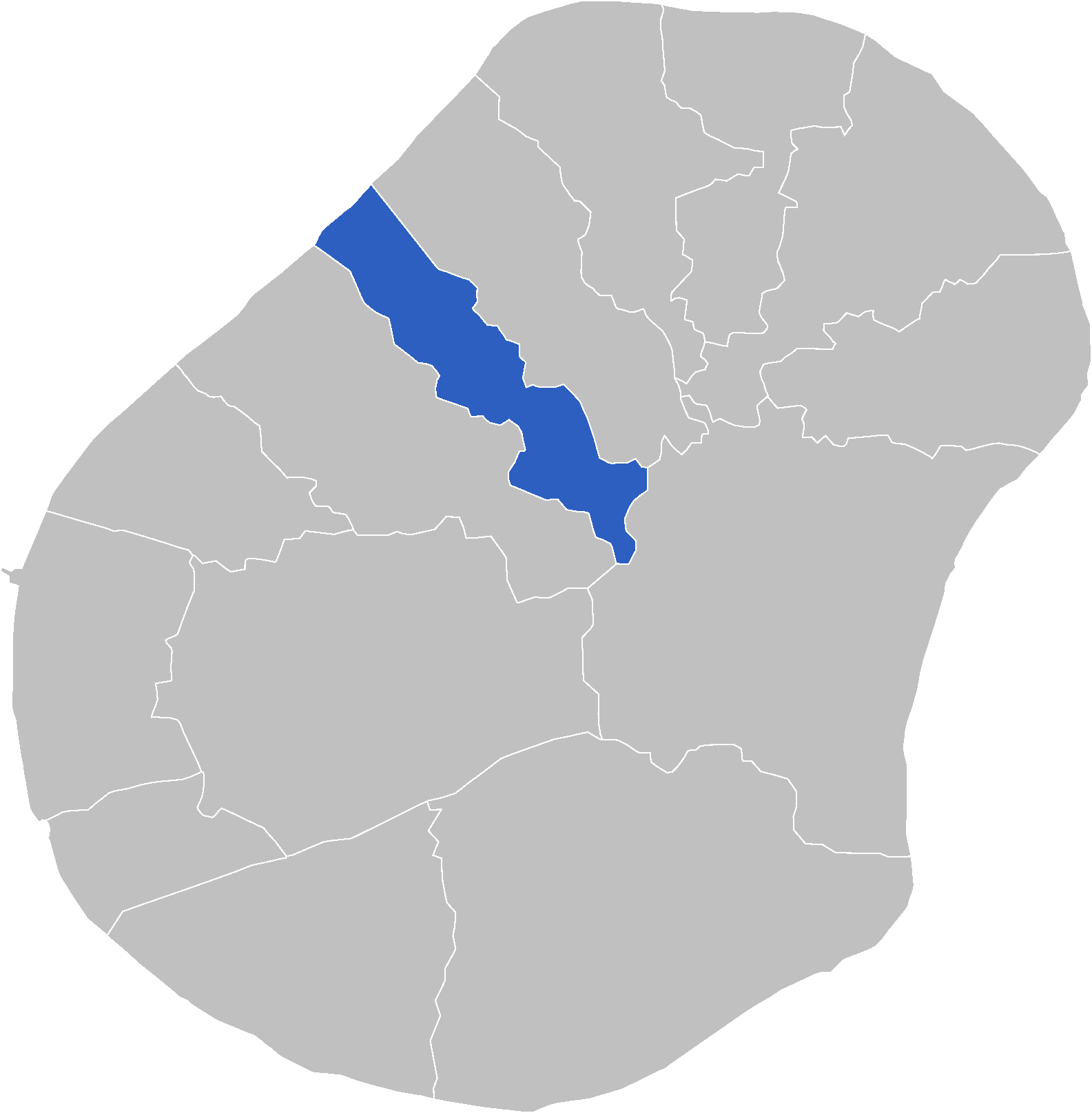
Distriktets läge på Nauru

Uaboe (också känd som Waboe) är ett distrikt i Nauru, beläget på öns nordvästra sida. Distriktet har en area på 0,8 km² och totalt 333 invånare (2004). Distriktet är en del av valkretsen Ubenide.